# Franco Picco
Franco Picco (Vicenza, 4 ottobre 1955) è un pilota motociclistico italiano, specializzato nei rally raid.
Soprannominato “the Legend” o “volpe del deserto” vanta ventinove partecipazioni al Rally Dakar (miglior risultato un 2º posto nell'88 e nell'89) e due vittorie al Rally dei Faraoni (1986 e 1990).

## Biografia
Nel 1998 ha continuato le sue partecipazioni ai rally raid, ma questa volta su auto e sino al 2002. Oggi Picco, ha una scuderia corse.
Superati i 50 anni Picco torna in sella alla sua Yamaha nei rally raid, dopo il ritorno avvenuto nel 2010 nel deserto sudamericano, ha partecipato anche alla Dakar 2012.
Per festeggiare i suoi 60 anni, è tornato alla Dakar 2016 a bordo di un quad Can-Am.
Nel 2021 partecipa alla Dakar in moto nella categoria Original by Motul (cioè senza assistenza) e arriva al traguardo 39° di tappa e 43º assoluto a 65 anni consacrando la leggenda, di cui hanno dato ampio risalto i giornali specializzati nonché la Gazzetta dello Sport.
Nel 2022 partecipa alla Dakar in moto in sella a una debuttante Fantic XEF 450 Rally.
Nel 2023 all'età di 67 anni partecipa con la Fantic 450 Rally alla Dakar nel team ufficiale  Fantic. Termina la gara nonostante una frattura procuratasi al pollice della mano destra come unico pilota Fantic.

## Palmarès

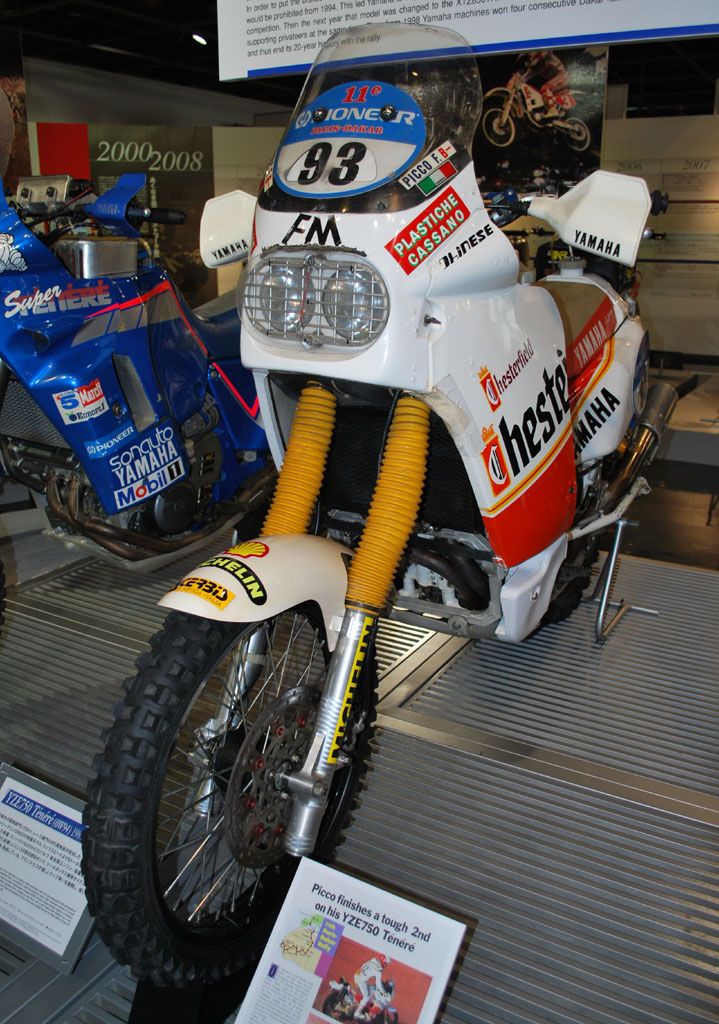
La Yamaha YZE750 con i colori Chesterfield con cui Picco giunse 2º al Rally Dakar 1989

### Vittorie
1986
- al Rally dei Faraoni su Yamaha

1991
- al Transpaña su Suzuki

1992
- al Rally dei Faraoni su Gilera

2006
- al Rally delle Piramidi su Yamaha[4]

2007
- al Rally delle Piramidi su Yamaha[4]

2008
- al Rally delle Piramidi su Yamaha[4]

### Rally Dakar
| Anno | Classe            | Scuderia          | Vettura                   | Pos.                            | TV |
| ---- | ----------------- | ----------------- | ------------------------- | ------------------------------- | -- |
| 1985 | Moto              | Yamaha Belgarda   | Yamaha XT 600             | 3º                              | 0  |
| 1986 | Moto              | Yamaha Belgarda   | Yamaha XT 600             | 10º                             | 4  |
| 1987 | Moto              | Yamaha Belgarda   | Yamaha YZE750T            | 4º                              | 2  |
| 1988 | Moto              | Yamaha Belgarda   | Yamaha YZE750T            | 2º                              | 2  |
| 1989 | Moto              | Yamaha Belgarda   | Yamaha YZE750T            | 2º                              | 1  |
| 1990 | Moto              | Yamaha Belgarda   | Yamaha YZE750T            | 5º                              | 1  |
| 1991 | Moto              | -                 | Moto Suzuki               | Non Partito Per Infortunio      | /  |
| 1992 | Moto              | -                 | Moto Gilera               | Rit                             | /  |
| 1996 | Auto              | -                 | -                         | Rit                             | /  |
| 1997 | Auto              | -                 | -                         | 60°                             | 0  |
| 1998 | Auto              | -                 | -                         | Rit                             | /  |
| 1999 | Auto              | -                 | -                         | Rit                             | /  |
| 2000 | Auto              | P.F.R.            | Toyota Land Cruiser       | 36º (Vincitore Classe T2)       | 0  |
| 2001 | Auto              | -                 | -                         | Rit                             | /  |
| 2002 | Auto              | P.F.R.            | Toyota Land Cruiser       | 48°                             | 0  |
| 2003 | Auto              | -                 | -                         | Rit                             | /  |
| 2005 | Camion Assistenza | /                 | /                         | /                               | /  |
| 2009 | Camion Assistenza | /                 | /                         | /                               | /  |
| 2010 | Moto              | Team Franco Picco | Yamaha WR450F             | 23º (Vincitore Classe Marathon) | 0  |
| 2011 | Moto              | Team Franco Picco | Yamaha WR450F             | 49º                             | 0  |
| 2012 | Moto              | Team Franco Picco | Yamaha WR450F             | 77º                             | 0  |
| 2013 | Moto              | Team Franco Picco | Yamaha WR450F             | Rit                             | 0  |
| 2014 | Camion Assistenza | /                 | /                         | /                               | /  |
| 2015 | Camion Assistenza | /                 | /                         | /                               | /  |
| 2016 | Quad              | Team Franco Picco | Can-Am Renegade X xc 800R | 16º                             | 0  |
| 2017 | Moto              | Team Franco Picco | Yamaha WR450F             | 85º                             | 0  |
| 2021 | Moto              | Team Franco Picco | Husqvarna FR 450 Rally    | 43°                             | 0  |
| 2022 | Moto              | Team Franco Picco | Fantic 450 Rally          | 72°                             | 0  |
| 2023 | Moto              | Fantic Rally Team | Fantic 450 Rally          | 72°                             | 0  |